# Stormyrtjärnen (Bjurholms socken, Ångermanland)
Stormyrtjärnen är en sjö i Bjurholms kommun i Ångermanland och ingår i Öreälvens huvudavrinningsområde.